# Zweites Amtsenthebungsverfahren gegen Donald Trump
Das zweite Amtsenthebungsverfahren gegen Donald Trump wurde vom US-Repräsentantenhaus wegen Anstiftung zum Aufruhr eröffnet, nachdem rechtsextreme Anhänger des 45. US-Präsidenten am 6. Januar 2021 das Kapitol in Washington gewaltsam erstürmt hatten. Der Senat erklärte Trump am 13. Februar 2021 zwar mit 57 zu 43 Stimmen für schuldig, da jedoch die für eine Verurteilung in einem Amtsenthebungsverfahren vorgeschriebene Zweidrittelmehrheit nicht zustande kam, endete der Prozess mit einem De-facto-Freispruch, nämlich ohne wirksam werdende Verurteilung. Das Wort Freispruch verkennt die Aufgabe dieses Verfahrens, das kein Strafprozess nach amerikanischem Recht war.
Die Anklage hatte Donald Trump vorgeworfen, er habe die Teilnehmer an einer Demonstration zu dem Angriff auf den Kongress aufgefordert und anschließend nichts unternommen, um das US-Parlament zu schützen. Dessen beide Kammern, Senat und Repräsentantenhaus, waren am 6. Januar zu einer gemeinsamen Sitzung zusammengetreten, um den Sieg seines Konkurrenten Joe Biden bei der vorangegangenen Präsidentschaftswahl offiziell zu beglaubigen. Das Verfahren wurde von den Abgeordneten der Demokraten vorangetrieben, da Vizepräsident Mike Pence sich unmittelbar nach dem Sturm auf das Kapitol geweigert hatte, Trump gemäß dem 25. Zusatzartikel zur Verfassung der Vereinigten Staaten für amtsunfähig erklären und absetzen zu lassen. Am 13. Januar 2021 beschloss das Repräsentantenhaus mit 232 zu 197 Stimmen die Eröffnung des Prozesses, der vom 9. bis 13. Februar vor dem Senat stattfand. Als Wahlverlierer war Trump zwar bereits am 20. Januar aus dem Amt geschieden, aber auch eine nachträgliche Amtsenthebung hätte für Trump schwerwiegende rechtliche Konsequenzen gehabt.
Bereits ein Jahr zuvor war ein wegen Machtmissbrauchs angestrengtes erstes Amtsenthebungsverfahren gegen Donald Trump gescheitert. Damit ist er der erste Staatschef in der Geschichte der Vereinigten Staaten, der sich zum zweiten Mal einem Impeachment stellen musste.

## Anlass
Am 6. Januar 2021 traten gemäß Verfassung der Vereinigten Staaten das Repräsentantenhaus und der Senat zu einer gemeinsamen Sitzung im Kapitol in Washington, D.C. zusammen. Die Aufgabe des Kongresses an diesem Tag war es, das Votum des Electoral College und somit den Sieg des Demokraten Joe Biden in der Präsidentschaftswahl vom November 2020 formell zu bestätigen.
Trump, der – ohne Beweise vorzulegen – seit November behauptet hatte, das Opfer eines groß angelegten Wahlbetrugs der Demokraten zu sein, hatte seine Anhänger für diesen Tag zu einem sogenannten Save America March zusammengerufen. Zwei Wochen vor dem verfassungsgemäßen Ende seiner Amtszeit trat er im Washingtoner Ellipse-Park mit seinen Söhnen, seinem Anwalt Rudy Giuliani und weiteren Unterstützern vor Tausenden seiner Anhänger auf. In seiner Ansprache wiederholte er die Behauptungen und ermutigte die Menge durch wiederholte Kampfausdrücke und klare Aufforderungen, zum Kapitol zu ziehen:

“All of us here today do not want to see our election victory stolen by emboldened radical-left Democrats, which is what they’re doing. And stolen by the fake news media. That’s what they’ve done and what they’re doing. We will never give up, we will never concede. It doesn’t happen. You don’t concede when there’s theft involved. [...] And after this, we’re going to walk down, and I’ll be there with you, we’re going to walk down, we’re going to walk down. [...] And we fight. We fight like hell. And if you don’t fight like hell, you’re not going to have a country anymore. [...] So we’re going to, we’re going to walk down Pennsylvania Avenue. I love Pennsylvania Avenue. And we’re going to the Capitol, and we’re going to try and give. [...] We’re going to try and give them the kind of pride and boldness that they need to take back our country.
So let’s walk down Pennsylvania Avenue.
I want to thank you all. God bless you and God Bless America.”

„Niemand von uns hier will heute sehen, dass unser Wahlsieg von ermutigten radikal-linken Demokraten gestohlen wird, was sie gerade tun. Und gestohlen wird von der Fake-News-Presse. Denn das haben sie getan und das tun sie gerade. Wir werden niemals aufgeben, wir werden niemals [die Wahlniederlage] einräumen. Das wird nicht geschehen. Man räumt nichts ein, wenn Diebstahl stattgefunden hat. [...] Und danach werden wir hinuntergehen, wir werden hinuntergehen. [...] Und wir kämpfen. Wir kämpfen wie der Teufel. Und wenn ihr nicht wie der Teufel kämpft, werden ihr kein Land mehr haben. [...] Wir werden, wir werden also die Pennsylvania Avenue hinuntergehen. Ich liebe die Pennsylvania Avenue. Und wir werden zum Kapitol gehen, und wir werden versuchen und geben. [...] Wir werden versuchen, ihnen [unseren Republikanern] die Art von Stolz und Kühnheit zu geben, die sie benötigen, um sich unser Land zurückzunehmen.
Lasst uns also die Pennsylvania Avenue hinuntergehen.
Ich danke euch allen. Gott beschütze euch und Gott beschütze Amerika.“

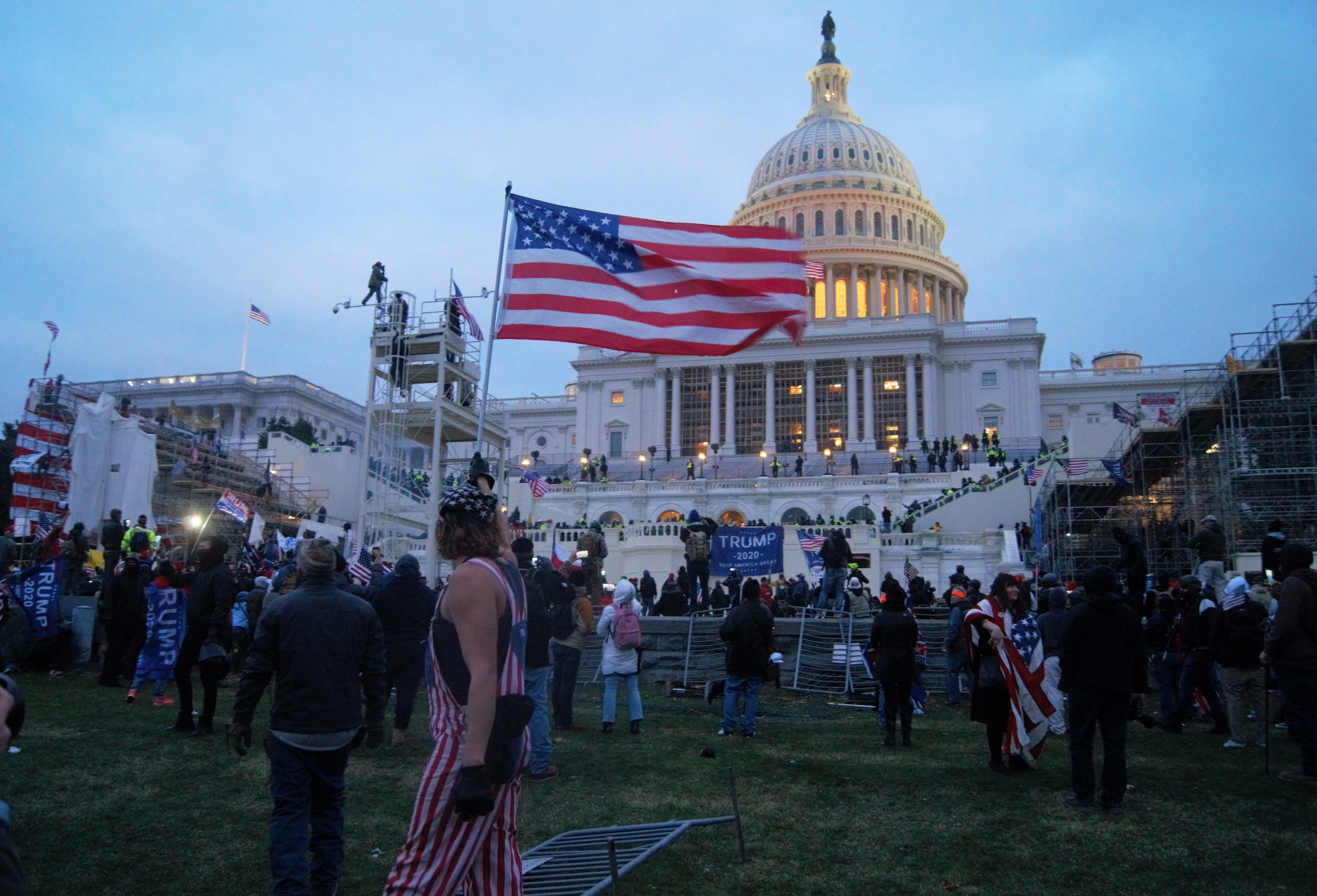
Teilnehmer der Erstürmung vor dem Kapitol in Washington

Während sich Trump, entgegen seiner Ankündigung, ins Weiße Haus zurückzog, marschierten seine Anhänger zum Kapitol. Der Protest eskalierte, als die Demonstranten gegen 14 Uhr Sicherheitsabsperrungen beseitigt hatten und in das Gebäude eindrangen. Die Sitzungen mussten unterbrochen und die beiden Parlamentskammern evakuiert werden. Ein Teil der Demonstranten zog durch einige Flure und brach in den Plenarsaal des Senats ein. Einige drangen in Büros vor, wie das der demokratischen Mehrheitsführerin im Repräsentantenhaus,  Nancy Pelosi. Außerhalb des Kapitols zerstörten Demonstranten die Ausrüstung von Fernsehteams und griffen vereinzelt Journalisten an. Nach der United States Capitol Police rückte nach einiger Zeit auch die Nationalgarde vor, nicht auf Befehl Trumps, sondern auf den von Vizepräsident Mike Pence, der sich als Vorsitzender des Senats in dem belagerten Gebäude befand. Erst am frühen Abend war die Lage wieder so weit unter Kontrolle, so dass der Kongress seine Debatten wiederaufnehmen konnte. Für die Nacht wurde eine Ausgangssperre über Washington verhängt. Insgesamt starben bei den Ausschreitungen fünf Menschen: vier Randalierer, der Polizist Brian Sicknick erlitt zweifachen Schlaganfall und starb einen Tag später.

## Vorschläge für eine Absetzung Trumps
Bereits am Tag des Geschehens wurden aus beiden großen Parteien Stimmen laut, die eine möglichst rasche Entfernung Trumps aus dem Amt verlangten. Die US-Verfassung sieht dafür verschiedene Möglichkeiten vor.

### 14. Verfassungszusatz
Sektion 3 des 14. Verfassungszusatzes besagt, dass jeder, der geschworen hat, die Verfassung der Vereinigten Staaten zu schützen, und sich dennoch an einem Aufstand gegen die USA beteiligt, aus seinem Amt entfernt werden darf. Trotz Unterstützung einiger Demokraten wurde die Anwendung auf Präsident Trump als sehr unwahrscheinlich angesehen. Sie hätte Vizepräsident Mike Pence bis zur Inauguration Joe Bidens zum rechtmäßigen Nachfolger Trumps gemacht. Es wäre die erste Anwendung des Artikels seit 1919 gewesen, als Victor L. Berger aufgrund seines Verstoßes gegen den Espionage Act daran gehindert wurde, einen Platz im Repräsentantenhaus einzunehmen.
Bei einer Verurteilung hätte Trump kein offizielles Amt in den Vereinigten Staaten mehr bekleiden können.

### 25. Verfassungszusatz
Einem zweiten Amtsenthebungsverfahren hätten viele Demokraten und einige Republikaner ein Vorgehen nach dem 25. Verfassungszusatz vorgezogen. Dieser ermöglicht es, einen Präsidenten durch Mehrheitsbeschluss des Kabinetts und des Vizepräsidenten wegen dauernder Unfähigkeit, seine Pflichten zu erfüllen, seines Amtes zu entheben. Üblicherweise kommen dafür gesundheitliche Gründe in Betracht, die Unfähigkeit kann auch anders begründet werden. Auch nach diesem Verfahren, das sich am schnellsten hätte realisieren lassen, wäre Pence vorübergehend Präsident geworden. Tatsächlich rief die Sprecherin des Repräsentantenhauses, Nancy Pelosi, den Vizepräsidenten zu diesem Schritt auf. Er verweigerte jedoch schon das Gespräch darüber. Schließlich stellten die Demokraten Pence am 11. Januar ein Ultimatum von 24 Stunden. Am 12. Januar lehnte er die Anwendung des Verfassungszusatzes schriftlich ab, mit der Begründung, dass dies nicht im Interesse der Nation liege und einen „schrecklichen Präzedenzfall“ schaffen würde.

### Erneutes Enthebungsverfahren
Noch während der Ausschreitungen erhoben Politiker schwere Vorwürfe gegen den Präsidenten. Die demokratische Kongressabgeordnete Alexandria Ocasio-Cortez postete das Wort „impeach“, „wegen Amtsvergehen anklagen“, auf Twitter. Ihre Kollegin Ilhan Omar begann schon während der Unruhen die Arbeit an den Anklagepunkten gegen Trump, den Articles of Impeachment. Später teilte sie auf Twitter einen Teil ihres Schreibens, an dem auch Cortez, Hank Johnson, Ayanna Pressley, Rashida Tlaib, Mondaire Jones, Veronica Escobar, Cori Bush, David Cicilline und Ted Lieu beteiligt waren. Cicilline und Lieu fertigten gemeinsam mit dem Abgeordneten des Bundesstaates Maryland, Jamie Raskin, einen weiteren Impeachment-Artikel an, dem sich laut Cicilline mehr als 110 Mitglieder anschlossen. Des Weiteren sprachen sich Mark Takano und Tim Ryan für ein Amtsenthebungsverfahren aus. Nancy Pelosi stimmte ihren Kollegen zu und sagte in einem Interview am 7. Januar, dass „der Präsident der Vereinigten Staaten einen bewaffneten Aufstand gegen Amerika angestiftet“ habe.
Von Seiten der Republikaner befürwortete zunächst nur der Abgeordnete Adam Kinzinger eine Amtsenthebung Trumps. Am 12. Januar erklärten weitere Anhänger der Partei ihre Unterstützung für das Vorhaben. Zuerst trat John Katko in die Öffentlichkeit, der schweren Schaden für die Zukunft der Demokratie befürchtete, falls Trump mit der Verursachung des Aufruhrs davonkäme. Danach erklärte die dritthöchste Republikanerin im Repräsentantenhaus, Liz Cheney, dass sie aus Gewissensgründen für die Amtsenthebung stimme. Weitere Unterstützer waren die Repräsentanten Fred Upton und Jaime Herrera Beutler. Intern äußerte der republikanische Mehrheitsführer des Senats, Mitch McConnell, dass eine Amtsenthebung der Republikanischen Partei die Möglichkeit biete, sich von Trump und dem Trumpismus zu distanzieren.
Andere Republikaner, etwa Lindsey Graham, äußerten Bedenken gegen ein zweites Amtsenthebungsverfahren. Am 8. Januar tweetete er, dieses würde „mehr schaden als nutzen“. Mitch McConnell stellte fest, der Senat sei vor dem 19. Januar, Trumps letztem Tag als Präsident, aus zeitlichen Gründen ohnehin nicht in der Lage, sich mit dem Anliegen zu befassen. Somit könne das Verfahren gegen Trump erst nach der Amtseinführung Bidens beginnen. Präzedenzfälle für ein solches nachträgliches Impeachment-Verfahren hat es in der US-Geschichte mehrfach gegeben, beispielsweise im Fall des Kriegsministers William W. Belknap im Jahr 1876.
Aus Sicht von Trumps Gegnern ergibt ein Verfahren nach dessen Ausscheiden aus dem Amt durchaus Sinn. Bei einer Verurteilung verlöre er nicht nur seine Pensionsansprüche und andere materielle Vorteile, sondern er könnte auch lebenslang für Ämter auf Bundesebene gesperrt werden. Sein Plan, bei der Präsidentschaftswahl 2024 erneut anzutreten, wäre damit zunichtegemacht. Da auch viele Republikaner genau daran ein Interesse haben, hofften die Demokraten auf die für eine Verurteilung erforderliche Zweidrittelmehrheit im Senat, obwohl sie selbst nur über die Hälfte der Senatssitze verfügen.

## Einleitung des Verfahrens

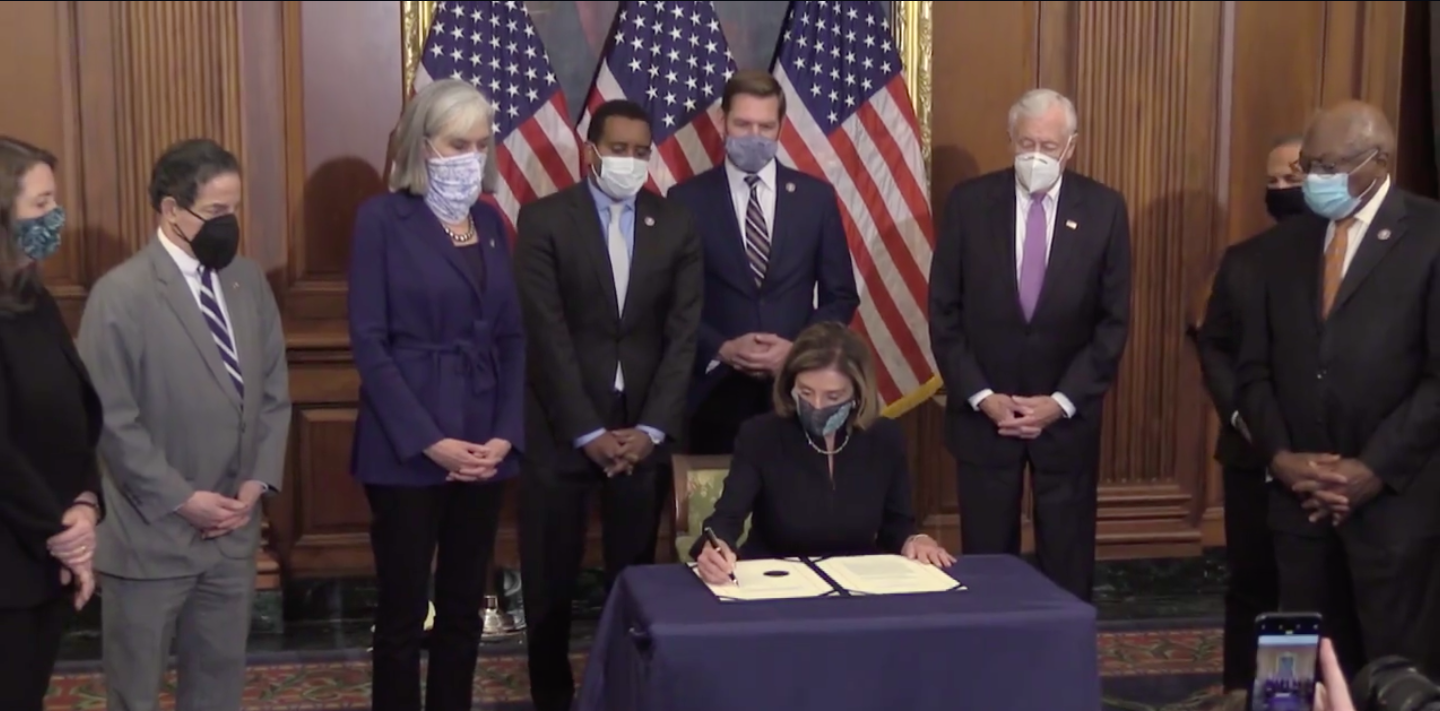
Sprecherin Nancy Pelosi unterschreibt die Resolution zur Amtsenthebung infolge der Zustimmung des Repräsentantenhauses

Nancy Pelosi benannte als Verfahrensleiter Jamie Raskin sowie David Cicilline, Joaquin Castro, Diana DeGette, Eric Swalwell, Ted Lieu, Stacey Plaskett, Joe Neguse und Madeleine Dean. Am 11. Januar legten Raskin, Cicilline und Lieu im Repräsentantenhaus eine Resolution zur Amtsenthebung vor. Ihr zufolge hatte Trump die Demonstranten zum Aufstand ermutigt. Damit habe er die Demokratie der Vereinigten Staaten aufs Spiel gesetzt und sei gegen eine friedliche Machtübergabe vorgegangen. Am 13. Januar stimmten die Abgeordneten mit 232 zu 197 Stimmen bei 4 Enthaltungen für das Amtsenthebungsverfahren. Neben allen Demokraten stimmten auch zehn Republikaner zu: Liz Cheney, Anthony Gonzalez, Jaime Herrera Beutler, John Katko, Adam Kinzinger, Peter Meijer, Dan Newhouse, Tom Rice, Fred Upton und David Valadao. Liz Cheney war zu diesem Zeitpunkt die Inhaberin des so genannten Republican Conference Chair und somit nach Kevin McCarthy und Steve Scalise die rangmäßig dritthöchste Republikanerin im Repräsentantenhaus.
Am 22. Januar informierte die Mehrheitsführerin des Repräsentantenhauses, Nancy Pelosi,
den neuen Mehrheitsführer im US-Senat, Chuck Schumer, darüber, dass die Anklageschrift gegen Trump am 25. Januar eingereicht werde.

## Verfahren im US-Senat
Am 26. Januar wurden die Senatoren als Geschworene vereidigt. Die Republikaner unter ihnen hatten sich zuvor von einem Anwalt beraten lassen. Nach der Vereidigung beantragte der Republikaner Rand Paul die Einstellung des Impeachments als angeblich verfassungswidrig („unconstitutional“). Dem widersprach Mehrheitsführer Chuck Schumer. Die juristischen und historischen Gründe legten nach seiner Überzeugung eine andere Interpretation nahe, der auch die Mehrheit der US-Juristen folgte: Das Verfahren sei nach historischen und juristischen Präzedenzfällen verfassungsgemäß und die Sprache der Verfassung glasklar („crystal clear“) und ohne Mehrdeutigkeit („without ambiguity“). Mit 55 zu 45 Stimmen wurde der Antrag Rand Pauls abgelehnt. Alle Demokraten und fünf Republikaner (Susan Collins, Lisa Murkowski, Mitt Romney, Ben Sasse und Pat Toomey) stimmten gegen ihn, 45 Republikaner befürworteten ihn, darunter auch Mitch McConnell, der wenige Tage vorher erklärt hatte, Donald Trump habe wegen Amtsvergehens anklagbare, strafbare Handlungen („committed impeachable offenses“) begangen.
Der prominente Anwalt und Harvard-Professor Alan Dershowitz erklärte am 9. Januar zunächst seine Bereitschaft, Trump zu verteidigen, und äußerte, Trump habe keine Anstiftung zum Aufruhr („incitement of insurrection“) und Volksaufwiegelung („sedition“) begangen. Tage später teilte er mit, er werde nicht Mitglied des Anwalt-Teams. Dieses bestand aus den Anwälten Bruce L. Castor Jr. und David Schoen, deren Strategie zwei Argumentationslinien folgte: Ein nachträgliches Impeachment-Verfahren sei verfassungswidrig und die Rede Trumps am 6. Januar 2021, in der er zum Marsch auf das Kapitol aufgerufen hatte, sei von der in der Verfassung verankerten Meinungsfreiheit gedeckt. Zudem argumentierten sie, das Verfahren gegen Trump sei als Bill of Attainder, d. h. als  strafrechtliche Verurteilung durch das Parlament, der kein Gerichtsprozess vorausgehen muss, ein rein politischer Prozess. Der bereits im ersten Impeachment-Verfahren gegen Trump involvierte Anwalt Noah Feldman nannte dies ein Ablenkungsmanöver („red herring“) der Verteidigung, um von den wesentlichen Vorwürfen gegen Trump abzulenken.
Am 9. Februar 2021 begann das eigentliche Impeachment-Verfahren vor dem US-Senat unter dem Vorsitz des Senators  Patrick Leahy, der es in einer vorausgehenden Geschäftsordnungsdebatte mehrheitlich für verfassungsgemäß erklärt hatte. Der Senat sah sich mit 56 zu 44 Stimmen als zuständig an, um über die Amtsenthebung eines früheren US-Präsidenten zu entscheiden. Die gegenüber dem Klageabweisungsantrag („motion to dismiss“) von Rand Paul zusätzliche Stimme kam von dem republikanischen Senator Bill Cassidy.

### Vorträge von Anklage und Verteidigung
Es folgte der Vortrag der Anwälte der Klage am 9., 10. und 11. Februar; neun Mitglieder des Repräsentantenhauses führten die Aspekte aus, die den Vorwurf begründen sollen.
Vorgeworfen wurde Trump insbesondere die Verletzung der von ihm 2016 beeideten Pflichten zum Schutz der Verfassung (Vorsorge, Schutz, Verteidigung). Durch diese im Vortrag der Kläger erläuterten Pflichten könne sich der angeklagte Präsident auch nicht auf die allgemeine Redefreiheit für seine Ansprache am Beginn des Mobs gegen das Parlament berufen, die selbstverständlich keine Freiheit darstelle, zu strafbaren Handlungen aufzurufen. Seine Rede sei daher als Anstachelung und Aufforderung zum folgenden vorhersehbaren Aufruhr (die dabei verwendeten engl. Begriffe incitement, riot) gegen die Herrschaft des Parlaments in den Vereinigten Staaten zu werten.
Die Notwendigkeit einer Verurteilung wurde auch damit begründet, dass ansonsten bei Nichtahndung der Vergehen jeder Amtsinhaber unter Inanspruchnahme der sogenannten Januar-Ausnahme in den letzten Wochen seiner Amtszeit strafbare Handlungen begehen könne, ohne dafür vom US-Kongress belangt zu werden, und somit die Möglichkeit einer Sanktion des Präsidenten durch das Parlament für diesen Zeitraum wirkungslos würde.
Der Vortrag schloss Grafiken, Textpassagen aus Twitter-Nachrichten und Video-Filmausschnitte ein, die zum Teil bisher nicht in der Öffentlichkeit gezeigt worden waren.
Nach dem zweiten Tag des Verfahrens und einem insgesamt achtstündigen Vortrag der demokratischen Impeachment-Manager erschien die Beweislast gegen Donald Trump „erdrückend“, wie der Auslandskorrespondent des Deutschlandfunks Thilo Kössler die allgemeinen Einschätzungen in Washington zusammenfasste.
Am 12. Februar begannen die Republikaner und Trumps Anwälte die Präsentation der Verteidigung. Sie hatten dafür bis zu 16 Stunden an zwei Tagen Zeit, benötigten dafür jedoch nur drei Stunden.
Sie wurden in der Presse wegen fehlerhafter Darstellungen kritisiert.

### Fragen der Senatoren
Im nächsten Verhandlungsteil konnten die Mitglieder des Senats Fragen zu den Vorträgen stellen. Diese, Klagevertreter und Verteidiger, konnten direkt darauf antworten. Fragen wurden gestellt von:
- Schumer, Feinstein, Graham, Cruz, Kevin Cramer, Roger Marshall, Raphael Warnock, Lisa Murkowski, Jacky Rosen, Ed Markey, Tammy Duckworth, Mitt Romney, Susan Collins, Marsha Blackburn, Mike Crapo und anderen

### Anhörung von Zeugen
Der nächste Verfahrensschritt ist die Einvernahme von Zeugenaussagen. Dem stimmte der Senat in einer Abstimmung zur Geschäftsordnung zu. Allerdings kam es dann nur zur Aufnahme einer Aussage von J. H. Beutler, einer Abgeordneten, ins Protokoll ohne die Zeugin selbst zu hören und evtl. ins Kreuzverhör zu nehmen.

### Schlussplädoyers
Für die Anklage wurde es in der Hauptsache von dem Verfassungsjuristen J. Raskin vorgetragen. Er betonte die Verfassungsmäßigkeit der Anklage, das Fehlen einer gleichartigen Handlung eines Präsidenten und Commander-in-Chief in der Vergangenheit, die offensichtlich willentliche Inkaufnahme der Gewalttätigkeiten (Tote, verletzte Polizisten, Sachschäden, Bedrohung der Parlamentarier und des Vizepräsidenten) gegen den Kongress (Unterbrechung bei der Zertifizierung des Wahlergebnisses, außenpolitisch schädliche Wirkung der Aktionen) und die sich daraus ergebende Notwendigkeit, jedem Präsidenten diese Handlungen zu jedem künftigen Zeitpunkt zu untersagen.
Für die Verteidigung sagte Van Veen, dass die verbrecherische Eigenschaft der Taten der Trump-Anhänger außer Frage stehe. Er betonte aber den in der Anklage und deren Vorträgen fehlenden Beweis, dass Trump diese gewollt habe. Vielmehr habe Trump Gewalttätigkeit in der Vergangenheit konsequent abgelehnt.

### Abstimmungsergebnis
Am 13. Februar 2021 wurde Trump freigesprochen, da die für eine Verurteilung nötige Zweidrittelmehrheit nicht zustande kam.
Im Sinne der Klage mit „schuldig“ stimmten 57 der 100 Mitglieder des Senats. Darunter befanden sich sämtliche 50 Senatoren der Demokratischen Partei.
Eine Minderheit von 43 Mitgliedern des Senats hielt Trump in der namentlichen Abstimmung für „nicht schuldig“.
Folgende sieben Senatoren der Republikaner votierten gegen Trump und mit den Demokraten:
- Richard Burr aus North Carolina
- Bill Cassidy aus Louisiana
- Susan Collins aus Maine
- Lisa Murkowski aus Alaska
- Mitt Romney aus Utah
- Ben Sasse aus Nebraska
- Pat Toomey aus Pennsylvania

Folgende 43 Senatoren, die alle der Republikanischen Partei angehören, stimmten für „nicht schuldig“:
- John Barrasso aus Wyoming
- Marsha Blackburn aus Tennessee
- Roy Blunt aus Missouri
- John Boozman aus Arkansas
- Mike Braun aus Indiana
- Shelley Capito aus West Virginia
- John Cornyn aus Texas
- Tom Cotton aus Arkansas
- Kevin Cramer aus North Dakota
- Mike Crapo aus Idaho
- Ted Cruz aus Texas
- Steve Daines aus Montana
- Joni Ernst aus Iowa
- Deb Fischer aus Nebraska
- Lindsey Graham aus South Carolina
- Charles Grassley aus Iowa
- Bill Hagerty aus Tennessee
- Josh Hawley aus Missouri
- John Hoeven aus North Dakota
- Cindy Hyde-Smith aus Mississippi
- Jim Inhofe aus Oklahoma
- Ron Johnson aus Wisconsin
- John Kennedy aus Louisiana
- James Lankford aus Oklahoma
- Mike Lee aus Utah
- Cynthia Lummis aus Wyoming
- Roger Marshall aus Kansas
- Mitch McConnell aus Kentucky
- Jerry Moran aus Kansas
- Rand Paul aus Kentucky
- Rob Portman aus Ohio
- James Risch aus Idaho
- Mike Rounds aus South Dakota
- Marco Rubio aus Florida
- Rick Scott aus Florida
- Tim Scott aus South Carolina
- Richard Shelby aus Alabama
- Dan Sullivan aus Alaska
- John Thune aus South Dakota
- Thom Tillis aus North Carolina
- Tommy Tuberville aus Alabama
- Roger Wicker aus Mississippi
- Todd Young aus Indiana

### Stellungnahmen der Fraktionsvorsitzenden
Es folgten zwei Stellungnahmen der Fraktionsvorsitzenden. Obwohl der Republikaner McConnell selber mit „nicht schuldig“ abgestimmt hatte, wiederholte er zu Beginn seiner Stellungnahme seine schon Wochen vorher gemachte Aussage, dass der ehemalige Präsident Trump moralisch und tatsächlich für die Provokation der Geschehnisse an dem Tag verantwortlich sei.

“[…] There is no question! None! The president Trump is practically and morally responsible for provoking the event of the day. No question about it! […]”

„[…] Es besteht keine Frage! Keine! Präsident Trump ist praktisch und moralisch verantwortlich dafür, die Ereignisse an diesem Tag provoziert zu haben. Das steht außer Frage! […]“

Er bestätigt außerdem in seiner Stellungnahme die Darstellung der Ankläger. Er verwies jedoch für eine Verurteilung Trumps auf den Klageweg vor den ordentlichen Strafgerichten.

## Reaktionen auf den Ausgang des Verfahrens
Der damit freigesprochene, nicht wiedergewählte frühere US-Präsident Donald Trump reagierte erfreut und dankte den republikanischen Senatoren dafür. Er nannte das Verfahren eine „Hexenjagd“ gegen sich. Seine politische Bewegung stehe jetzt am Anfang: „Unsere historische, patriotische und schöne Bewegung, Amerika wieder großartig zu machen, hat jetzt erst angefangen. So etwas hat es noch nie gegeben!“ Sein Vorwurf an die Gegenseite lautete: Die Demokraten hätten versucht, den Rechtsstaat zu untergraben.
Trump kritisierte später McConnell und sagte: „Mitch ist ein mürrischer, verdrossener und nicht lächelnder Hack, und wenn republikanische Senatoren bei ihm bleiben, werden sie nicht wieder gewinnen.“ Nancy Pelosi, die Sprecherin des Repräsentantenhauses, kritisierte McConnell ebenfalls, jedoch weil er für einen Freispruch gestimmt hatte, da Trump zum Zeitpunkt des Prozesses bereits aus dem Amt geschieden war: „Es ist erbärmlich, dass Senator McConnell den Senat geschlossen hielt, so dass der Senat die Anklagepunkte nicht entgegennehmen konnte, und dies als seine Entschuldigung dafür nutzte, nicht dafür gestimmt zu haben, Donald Trump zu verurteilen.“ Pelosi dankte auch den Klagevertretern für ihr gesamtes Auftreten gegen Trump in diesen Tagen.